# Henri Colin (chanoine)
Ne doit pas être confondu avec Henri Collin.
Pour les articles homonymes, voir Henri Colin et Colin.
Henri Ernest Colin, né 1er novembre 1880 à Bains-les-Bains et mort le 21 mars 1943 à Paris, est un ecclésiastique et un spécialiste de physiologie végétale, membre de l'Académie des sciences, vice-président de la Société botanique de France, membre de la Société française de biochimie et de biologie moléculaire. Ses travaux portent surtout sur les algues et sur les betteraves sucrières.

## Biographie

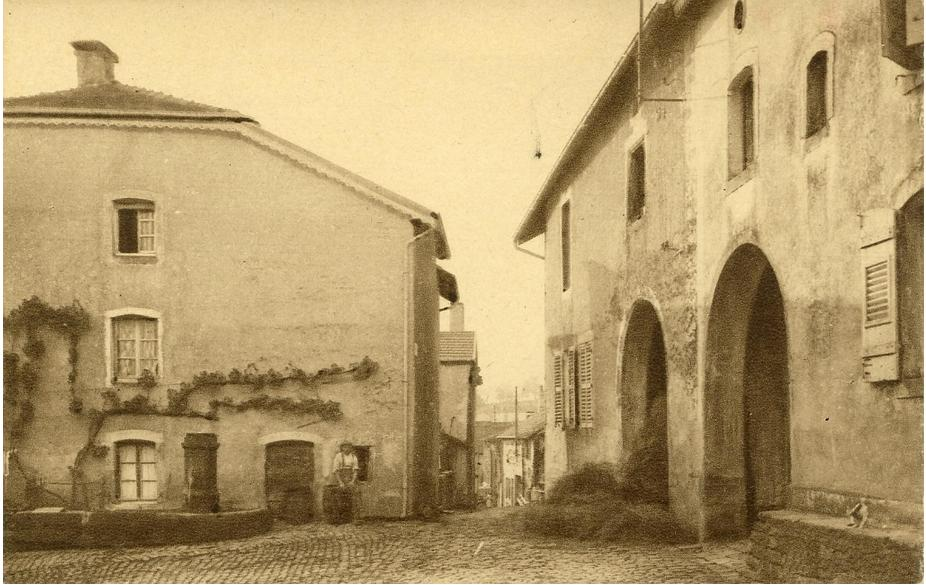
Maison natale du chanoine Colin.

Henri Colin naît à Bains-les-Bains, son père travaille dans une clouterie au Moulin-au-Bois où il est mécanicien. Sa maison natale, située rue d'Épinal, a été démolie, mais en 1962, la place où elle se trouvait fut baptisée de son nom. 
Henri Colin est enfant de chœur à l'église paroissiale Saint-Colomban. Après ses études primaires à Bains, il est admis au petit séminaire de Châtel-sur-Moselle, puis à celui d'Autrey  et enfin au grand séminaire de Saint-Dié. En 1901, il est autorisé à suivre les cours de Institut catholique de Lille où il obtient son baccalauréat l'année suivante. Il prépare alors une licence de sciences naturelles sous la direction de l'abbé Jean-Nicolas Boulay, d'origine vosgienne lui aussi, et spécialiste des mousses et des lichens. Il est ordonné prêtre à Saint-Dié en 1904. Il rejoint l'Institut catholique de Paris et y prépare une nouvelle licence de sciences physiques. Puis il entreprend des recherches personnelles en suivant les cours de Marin Molliard et ceux de Gaston Bonnier en Sorbonne. Il soutient sa thèse, Hydrolyse de quelques polysaccharides par le Botrytis cinerea, en janvier 1911. 
À la suite de cette soutenance, il est nommé maître de conférences à l'Institut catholique de Paris. Il y crée le laboratoire de physiologie végétale et devient professeur titulaire de physiologie végétale, fonction qu'il occupera jusqu'à sa mort. De 1909 à 1913 il enseigne aussi la botanique à Lille. 
En 1913, il est victime d'une fièvre typhoïde qui lui laisse une profonde surdité comme séquelle. Il apprend alors à lire sur les lèvres avec l'aide de son ami l'abbé Jean-Pierre Rousselot, professeur de phonétique au Collège de France. Durant la Première Guerre mondiale, il sert au Val de Grâce sous les ordres du professeur Hyacinthe Vincent, directeur du laboratoire bactériologique. 
Il est élu à l'Académie des sciences, en section botanique, le 21 juin 1937. 
Le dimanche 21 mars 1943, alors qu'il part pour une sortie botanique en banlieue parisienne, Henri Colin est pris de malaise dans le métro. Il meurt victime d'une embolie. Ses obsèques se déroulent le 24 mars dans la chapelle Saint-Joseph des Carmes de Paris. Il est inhumé provisoirement au cimetière d'Ivry, puis définitivement au cimetière de Bains-les-Bains le 13 juillet 1946.

## Distinctions
Le chanoine Colin est chevalier de l'ordre du Mérite agricole et officier de l'Ordre de la Couronne de Belgique.
Il reçoit le prix Montagne en 1912, le prix Lonchampt en 1922 et le prix Vaillant en 1924. 

## Publications
- Hydrolyse de quelques polysaccharides par le Botrytis cinerea in Annales de sciences naturelles, 1911
- Les Transformations expérimentales des êtres vivants, 1923 (thèse de doctorat)
- Henri Colin : Autour du transformisme ; In La Revue universelle. Tome XIV, 1er Juillet 1923, Jacques Bainville, directeur.
- De la matière à la vie, éd. Beauchene, 1926[12]
- Les Diastases. I, Les hydrolases. II, Oxydases et reductases, desmolases, 1931
- Potasse et betterave, avec P. Billon, éd.	Librairie générale de l'enseignement, 1932
- Le Rapport du phosphore à l'azote dans la betterave, avec Eugène Bougy, 1938
- La Gomme de canne à sucre, avec Henri Belval,1939
- L'Amélioration de la betterave à sucre et les lois de la physiologie: À la recherche de la super-betterave, éd. Centre de documentation chimique Maison de la chimie, 1942
- Notice sur la vie et les travaux de Louis Louis Mangin, éd. Institut de France, 1938.

### Publications posthumes
- La Chimie des plantes, Flammarion, Bibliothèque de philosophie scientifique, 1945
- Les Ferments d'oxydation : oxydases et déshydrases, avec Henri Belval, éd. Hermann et Cie, 1947

### Sources
- Jean Leclant, Institut de France, le second siècle, 1895-1995 : recueil biographique et bibliographique des membres, associés étrangers, correspondants français et étrangers des cinq académies, vol. 2, p. 306, éd. Institut de France, 2001,  (ISBN 2728400369).
- R. Souèges, Notice sur la vie et les travaux de Henri Colin (1880-1943), Publications de l'Institut de France, 1944, no 20
- Académie des sciences, Notices et discours, vol. 2 , p. 410-442, éd. Gauthier-Villars., 1949
- G. Bertrand, Comptes rendus de l'Académie des sciences:Notice nécrologique, C.R.A.S, p. 216, 1943
- Bulletin de la Société chimique de France, p. 493,  éd. Masson, 1943